# Раушенбах, Борис Викторович
Бори́с Ви́кторович Раушенба́х (5 [18] января 1915, Петроград — 27 марта 2001, Москва) — советский и российский физик-механик, один из основоположников советской космонавтики, доктор технических наук, профессор.
Академик АН СССР (1984; член-корреспондент 1966). Герой Социалистического Труда (1990). Лауреат Ленинской премии (1960). Член КПСС с 1959 года.

## Биография
Родился в семье инженера. Отец, Виктор Якобович, происходил из немцев Поволжья, более двадцати лет занимал на фабрике «Скороход» должность технического руководителя кожевенного производства. Мать Раушенбаха, Леонтина Фридриховна, урождённая Галлик, происходила из эстонских немцев, получила общепринятое по тем временам для девушек образование, владела русским, немецким, французским и эстонским языками, играла на фортепиано.
Борис рано окончил школу, поступив сразу во второй класс. После окончания школы пошёл работать на Ленинградский авиационный завод № 23.
В 1932 году поступил в Ленинградский институт инженеров гражданского воздушного флота (ЛИИ ГВФ), увлекался планеризмом. В Коктебеле, на плато Узун-Сырт, в традиционном месте для испытания планёров на базе Высшей лётно-планерной школы, Борис Раушенбах впервые встретился с Сергеем Королёвым. Много позже случайное знакомство переросло в сотрудничество на долгие годы в ракетной и космической технике. Строительство планёров и их испытания позволили Раушенбаху написать и опубликовать в популярном тогда московском журнале «Самолёт» первые научные статьи о продольной устойчивости бесхвостых самолётов. О незаурядности этих статей говорит то, что коллектив, издающий учебники для авиационных институтов под руководством известного учёного В. С. Пышнова, в книге об устойчивости самолётов сослался на статьи студента Б. Раушенбаха.
За полтора года до окончания института переехал в Москву, где стал работать в РНИИ (с 1936 года НИИ-3), в отделе Королёва, который занимался тогда крылатыми ракетами. Борис Викторович успел разобраться с автоматикой ракеты к 1938 году, когда Сергей Павлович Королёв попал под репрессии. Раушенбаха отстранили от негласного поста ведущего конструктора, работы над жидкостными ракетами были свёрнуты, и он занялся теорией горения в воздушно-реактивных двигателях.
За месяц до начала Великой Отечественной войны, 24 мая 1941 года, женился на Вере Иванченко, которая в ту пору училась на историческом факультете МГУ.
Осенью 1941 года НИИ-3 был эвакуирован в Свердловск. С ноября 1941 до марта 1942 года Раушенбах работал на одном из оборонных заводов. В марте 1942 Раушенбаха вызвали повесткой в военкомат, но направили не в армию, а, как и других немцев, в трудовой лагерь в Нижнем Тагиле. Суровые условия, основная трудовая повинность и скудное питание чрезвычайно сильно затрудняли и часто замедляли научную деятельность, но тем не менее она была завершена и итоговый труд передан (что само по себе представляло непростую задачу) по месту прежней работы.

В 1942 году я, работая в институте, занимался расчётами полёта самонаводящегося зенитного снаряда, взяли меня, когда я уже выполнил две трети работы и знал, в каком направлении двигаться дальше. Мучился незавершённостью, места себе не находил, и в пересыльном пункте на нарах, на обрывках бумаги, всё считал, считал и в лагере. Решил задачу недели через две после прибытия в лагерь, и решение получилось неожиданно изящным, мне самому понравилось. Написал небольшой отчётик, приложил к решению и послал на свою бывшую фирму: ведь люди ждут. Мне, видите ли, неудобно было, что работу начал, обещал кончить и не окончил! Послал и не думал, что из этого что-нибудь получится. Но вник в это дело один технический генерал, авиаконструктор Виктор Фёдорович Болховитинов, и договорился с НКВД, чтобы использовать меня как некую расчётную силу. И НКВД «сдало» меня ему «в аренду».

1 января 1946 года освобождён из заключения и направлен на спецпоселение в Нижний Тагил. На работу он там не устроился, а продолжал теоретические изыскания для НИИ-1 Наркомата авиационной промышленности (бывший РНИИ). Научный руководитель НИИ-1 М. В. Келдыш добился возвращения Б. В. Раушенбаха из Нижнего Тагила, и в 1948 году он вернулся в Москву, где продолжал работать у Келдыша. В 1949 году защитил кандидатскую, в 1958 году — докторскую диссертации. Там же разрабатывал теорию вибрационного горения, акустических колебаний в прямоточных двигателях.
В 1955—1959 годах, перейдя на работу в ОКБ-1 к С. П. Королёву, выполнил пионерные работы по ориентации космических аппаратов и их движению в мире, лишённом тяжести.
В 1960 году получил Ленинскую премию за уникальную работу по фотографированию обратной стороны Луны (КА «Луна-3»). Менее чем за десять лет под его руководством были воплощены также системы ориентации и коррекции полёта межпланетных автоматических станций «Марс», «Венера», «Зонд», спутников связи «Молния», автоматического и ручного управления космическими кораблями, пилотируемыми человеком.

В начале 1960 года создавался первый — «гагаринский» — отряд космонавтов, и Раушенбах принимал деятельное участие в подготовке первого полёта человека в космос.
В 1966 году был избран членом-корреспондентом, а в 1986 году — действительным членом Академии наук СССР.
С 1948 года читал лекции на физико-техническом факультете МГУ, впоследствии выделившемся в Московский физико-технический институт (МФТИ). В 1959 году стал профессором, более 20 лет заведовал кафедрой механики МФТИ.
Продолжая работать в области ракетной техники, начал изучать теорию перспективы в изобразительном искусстве, богословие. В 1997 году в издательстве «Аграф» вышла в свет его книга «Пристрастие», в которой немалое место уделено как вопросам науки, так и вопросам религии. В 1999 году издательство «Пашков дом» выпустило его книгу «Постскриптум», диапазон которой широк: от событий уходящего XX века — житейских, бытовых впечатлений, биографических событий, включивших в себя и любовь, и «суму», и тюрьму, и работу на космос, — до философских обобщений, размышлений о обществе и мироустройстве, о Петре I и его реформах, о Востоке древнем и современном, о проблемах образования в России и за её пределами, о судьбе русской науки, о нацизме и национализме.
Скончался 27 марта 2001 года. Перед смертью он исповедовался и причастился. Отпевание совершено в храме Святителя Николая в Кузнецах. Похоронен на Новодевичьем кладбище.
Б. В. Раушенбах являлся председателем Научного совета Российской академии наук по комплексной проблеме «История мировой культуры», в конце 1980-х возглавлял движение российских немцев за национальное возрождение, был членом редколлегий многих журналов и книг. Заместитель главного редактора журнала «Космические исследования», член редколлегии серии «Из истории отечественной философской мысли».

## Религиозные убеждения
По рождению (крещению) принадлежал к Реформатской церкви. С 1970-х интересовался православным богословием и иконописью, общался с митрополитом Питиримом (Нечаевым), за три года до своей кончины перешёл в православие. В книгах размышлял о догмате Троицы, о Крещении Руси, о преподобном Андрее Рублёве, об отношениях науки и религии.
После пережитой им в феврале 1997 года клинической смерти познакомился с протоиереем Владимиром Воробьёвым, который в декабре того же года совершил над ним чин присоединения к Православной Церкви.
Из сказанного им писателю Дмитрию Орехову (согласно записи последнего):
 Мне кажется, оппозиция между наукой и религией возникла в XVIII веке во Франции. Энциклопедисты, выступая против королевской власти, выступали и против Церкви, которая стояла за корону. Именно они породили агрессивный атеизм. Его приняли на вооружение в СССР, и отсюда нынешнее невежество. Лично я часто сталкивался с этим в Академии наук, в разговорах с коллегами. Зная, что я кое-что понимаю в богословии, они иногда обращаются… Я просто поражаюсь их дремучему невежеству! <…> Атеизм ввели в Советской России, не понимая всю глупость этой затеи. <…> Они хотели заменить христианское мировоззрение научным. Но ведь научного мировоззрения не бывает, это чушь и собачий бред! Наука и религия не противоречат друг другу, напротив — дополняют. Наука — царство логики, религия — внелогического понимания. Человек получает информацию по двум каналам. Поэтому научное мировоззрение — обкусанное мировоззрение, а нам нужно не научное, а целостное мировоззрение. Честертон сказал, что религиозное чувство сродни влюблённости. А любовь не побить никакой логикой. Есть другой аспект. Возьмём приличного, образованного атеиста. Сам того не понимая, он следует установлениям, которые возникли в Европе в последние две тысячи лет, то есть христианским правилам".

## Награды и звания
Б. В. Раушенбах был действительным членом Международной академии астронавтики, Академии космонавтики имени Циолковского, лауреатом Ленинской и Демидовской премий.
- Премия имени К. Э. Циолковского (1999)
- Герой Социалистического Труда — Указом № УП — 834 Президента СССР Михаила Сергеевич Горбачёва «О присвоении звания Героя Социалистического Труда тов. Раушенбаху Б. В.» от 9 октября 1990 года «за большие заслуги в развитии отечественной науки, подготовке высококвалифицированных специалистов для народного хозяйства»[12].
- Благодарность Президента Российской Федерации (21 января 2000 года) — за большой вклад в развитие отечественной науки и подготовку высококвалифицированных кадров[13].

## Память
- В Москве на улице Королёва на доме № 9, где жил академик, в 2016 году установлена мемориальная доска.
- Международным союзом немецкой культуры (Москва) в 2011 году учреждён грант в области науки им. Бориса Раушенбаха. Номинанты на грант — знаковые имена немцев России.
- В честь Б. В. Раушенбаха назван астероид (4237) Раушенбах, открытый в 1979 году советским астрономом Н. С. Черных.
- Памятник Б. В. Раушенбаху в Санкт-Петербурге (2024)[1]. 4 октября, в день запуска в 1957 году на космическую орбиту первого в мире советского спутника, в Петропавловской крепости, во дворе Музея космонавтики и ракетной техники открыт памятник физику-механику, одному из основоположников советской космонавтики Борису Викторовичу Раушенбаху[1]. Скульптура из гранита и бронзы под названием «Памяти наставника» создана по заказу космонавта Алексея Елисеева архитекторами-художниками Вячеславом Бухаевым и Андреем Балашовым.

### Научные работы
- О выборе рациональной меры продольной динамической устойчивости самолёта / Б. В. Раушенбах. — [Москва] : Изд-во. Бюро новой техники НКАП при ЦАГИ, 1941. — 28 с. : черт.; 29 см. — (Труды Центрального аэрогидродинамического института им. профессора Н. Е. Жуковского; вып. № 533)
- Вибрационное горение. — М.: Физ.-мат. лит., 1961. — 500 с. — 7000 экз.
- Физические основы рабочего процесса в камерах сгорания воздушно-реактивных двигателей / Б. В. Раушенбах, С. А. Белый, И. В. Беспалов и др. — М.: Машиностроение, 1964. — 526 с. : ил.; 22 см.
- Управление ориентацией космических аппаратов. — М.: Наука, 1974. — 598 с. : ил.; 22 см. (в соавт. с Е. Н. Токарем).
- Обсерватория в космосе «Союз-13»-«Орион-2» / [Б. В. Раушенбах, Г. А. Гурзадян, К. П. Феоктистов и др.]; Под ред. В. А. Амбарцумяна. — М. : Машиностроение, 1984
- Essential Spaceflight Dynamics and Magnetospherics. — Kluwer & Microcosm Publ. — 2003. — 416 p. (с соавторами)

### Учебные пособия
- Лекции по механике космического полёта / Б. В. Раушенбах, М. Ю. Овчинников. — М.: МФТИ, 1997. — 188 с.

### По теории живописи и её восприятия
- Пространственные построения в древнерусской живописи. — М.: Наука, 1975. — 184 с.
- Пространственные построения в живописи: Очерк основных методов. — М.: Наука, 1980.
- Системы перспективы в изобразительном искусстве: общая теория перспективы. — М.: Наука, 1986.
- Геометрия картины и зрительное восприятие. — М.: Интерпракс, 1994 (2-е изд. — СПб.: Азбука-классика, 2001. — 320 с. — ISBN 5-352-00001-X).
- Передача троичного догмата в иконах // Вопросы искусствознания. — № 4. — 1993.

### Труды по истории ракетной технике и освоению космоса, популяризация науки
- Управление движением космических аппаратов / Б. В. Раушенбах. — М. : Знание, 1986. — 63,[1] с. : ил.; 21 см. — (Новое в жизни, науке, технике. Космонавтика, Астрономия; 3).
- Герман Оберт (1894—1989) М.: Наука, 1993. — 189 с.: ил. — (Научно-биографическая серия). ISBN 5-02-006992-2
  - 2-е изд. М. : Наука, 1994. — 186,[3] с., [8] л. ил. : ил.; 21 см. ISBN 5-02-000816-8
- Космическая биология и медицина : в 5 т. / под общ. ред. О. Г. Газенко, А. И. Григорьева (Россия), А. Е. Никогосяна, С. Р. Молера (США). — Москва : Наука ; Вашингтон : Амер. ин-т аэронавтики и астронавтики, 1994—2009. — 24 см.
  - Т. 1: Космос и его освоение / [Б. В. Раушенбах и др. (Россия), Т. Оуэн и др. (США); ред. В. А. Котельников, М. В. Иванов (Россия), Дж. Д. Раммел (США)]. — 1994. — 526 с., [4] л. ил. : ил.; ISBN 5-02-005715-0
- «Берег Вселенной» — под редакцией Болтенко А. С., г. Киев, 2014 г., издательство «Феникс», ISBN 978-966-136-169-9
- «С. П. Королёв. Энциклопедия жизни и творчества» — под редакцией В. А. Лопота, РКК «Энергия» им. С. П. Королёва, 2014 г. ISBN 978-5-906674-04-3

в качестве редактора
- С. П. Королёв в авиации : Идеи. Проекты. Конструкции / Г. С. Ветров; Отв. ред. Б. В. Раушенбах; АН СССР. — М. : Наука, 1988. — 158,[2] с., [8] л. ил. : ил.; 20 см. — (Науч.-попул. лит. История науки и техники).; ISBN 5-02-000058-2
- Исследования по истории и теории развития авиационной и ракетно-космической науки и техники : [Сб. ст.] / АН СССР, Ин-т истории естествознания и техники; [Редкол.: Б. В. Раушенбах (гл. ред.) и др.].
  - Вып. 1. — М. : Наука, 1981-. — 22 см.
  - Вып. 2. — М. : Наука, 1983. — 287 с.
  - Вып. 4. — М. : Наука, 1985. — 255 с. : ил.;
  - Вып. 6. — М. : Наука, 1988. — 221,[2] с. : ил.; ISBN 5-02-006625-7
  - Вып. 7. — М. : Наука, 1989. — 246,[1] с.; ISBN 5-02-006580-3
- Энергетические установки и электроракетные двигатели : Труды VII объед. инауч. чтений, посвящ. памяти выдающихся сов. учёных — пионеров освоения космич. пространства (Москва, 24-28 янв. 1983 г.) / [Редкол.: Б. В. Раушенбах (пред.) и др.]. — М. : ИИЕТ, 1983 (вып. дан. 1984). — 86 с. : ил.; 19 см.
- Исследование творчества основоположников космонавтики и её современные проблемы : [Сб. ст.] / АН СССР, Комис. по разраб. науч. наследия пионеров освоения космич. пространства; Отв. ред. Б. В. Раушенбах. — М. : Наука, 1989. — 172,[1] с. : ил.; 22 см + Прил. (1 л. схем).; ISBN 5-02-000043-4
- Пионеры освоения космоса и современность : Сб. науч. тр. / АН СССР, Комис. по разраб. науч. наследия пионеров освоения космич. пространства; [Редкол.: Б. В. Раушенбах (пред.) и др.]. — М. : Наука, 1988. — 228,[1] с. : ил.; 22 см; ISBN 5-02-000004-3
- Юрий Васильевич Кондратюк, 1897—1942 : [Учёный в обл. космонавтики] / А. В. Даценко. Отв. ред. Б. В. Раушенбах; [Рос. акад. наук]. — М. : Наука, 1997. — 157,[2] с. : ил.; 22 см. — (Научно-биографическая серия).; ISBN 5-02-003675-7
- С. П. Королёв и его дело : свет и тени в истории космонавтики : избр. тр. и док. / РАН. Отд-ние пробл. машиностроения, механики и процессов упр. Комис. по разработке науч. наследия пионеров освоения косм. пространства; под общ. ред. акад. Б. В. Раушенбаха; сост. д-р техн. наук Г. С. Ветров. — Москва : Наука, 1998. — 716 с., [29] л. ил., портр., факс.; 25 см; ISBN 5-02-003684-6

### Публицистика
- Пристрастие, М.: Аграф, 1997 (2-е изд. М.: Аграф, 2002. — 432 с., илл. ISBN 5-7784-0100-0)
- Постскриптум, М.: Пашков дом, 1999 (М.: Аграф, 2001. — 304 с. ISBN 5-7784-0185-X)
- Праздные мысли. Очерки. Статьи. Воспоминания., М.: Гареева, Аграф, 2003. 480 с., ISBN 5-94971-001-0

## Фильмы о Раушенбахе
Про Бориса Викторовича снято несколько фильмов, последние из них:
- «Другое небо» (2003, автор: В. Фомина, режиссёры: А. Куприн, В. Кошкин) студия «Другое небо»
- «Четвёртое измерение» (2004, режиссёр: В. Кошкин, сценарий: В. Фомина) студия «Другое небо».
- «Борис Раушенбах — Цитаты из жизни.»: Фильм первый. Фильм второй. Фильм третий.
- «Острова. Борис Раушенбах» (2010, режиссёр: Ирина Изволова) Фильм
- «Время первых» — художественный фильм 2017 год, роль исполняет Юрий Нифонтов
- «Я выбрал жизнь», 2000 г. Трехсерийный, документальный фильм, студия Отрада. Режиссёр: Владимир Щербинин, Ирина Бессарабова.